# Plougonvelin
Plougonvelin (bret. Plougonvelen) – miejscowość i gmina we Francji, w regionie Bretania, w departamencie Finistère, w Okręgu Brest, kantonie Saint-Renan i związku międzygminnym Pays d'Iroise.